# Хурони
Хуроните, наричани също виандот, са северноамериканско индианско племе, конфедерация от 4 ирокезко говорещи племена, които в началото на 17 век живеят в централната част на Онтарио в Канада, главно между Джорджиан Бей и езерото Симко. За първи път се срещат с европейците през 1608 и от 1616 г. стават основен търговски партньор и съюзник на французите. Заради този съюз и заради разразилата се мащабна търговия с кожи, през 1649 г. те са унищожени от ирокезите и престават да съществуват като племе. Много хурони са убити, оцелелите, които са заловени, са включени в Ирокезката лига. Някои успяват да се спасят и бягат в Уисконсин, където заедно с остатъци от други ирокезки племена формират ново племе, което по-късно става известно под името виандот.

## Формиране и същност на конфедерацията
Конфедерацията на хуроните е една от първите големи ирокезки конфедерации и най-вероятно е вдъхновила по-късно създаването на Ирокезката лига. Още през 1400 г. атинауантан и атиненонгахак влизат в съюз. Предполага се, че по-късно лаврентийските ирокези, които живеят по Сейнт Лорънс, между Монреал и Квебек, са прогонени на запад. Две групи от тях – арендаронон (1560) и тахотаенрат (1570) се присъединяват към конфедерацията на хуроните.
Според французите, през 1609 г. четирите племена на конфедерацията са:
- Атинауантан (Атиноуенатан – мечи народ)
- Атиненонгахак (Атигуенонга)
- Арендаронон – скалния народ
- Тахотаенрат (Сканонаерат, Скахентоаронон – еленов народ)

Племената имат общо 25 села и наброяват между 20 000 и 30 000 души. Като най-многобройно племето атинауантан доминира над останалите.
Целта на тази конфедерация е била сходна с тази на Лигата на ирокезите – прекратяване на войните между нейните членове. Съветът на конфедерацията се е събирал в селото Ососане като всяко от племената изпраща представители. Съветът решава важни въпроси като мир, война, търговия, които касаят цялата конфедерация. Иначе всяко племе запазва контрола над своята територия и е свободно да преследва собствените си интереси. По същия начин всяко село управлява собствените си вътрешни работи.

### Устройство на селата и жилища
Селата на конфедерацията са концентрирани в централно Онтарио, главно между южния бряг на Джорджиан Бей и езерото Симко. Хуроните наричат тази област Оуендак, а французите и дават името Хурония. Селата им варират по размер, но общо взето са доста големи като средно наброяват над 1000 души население. Селата са силно укрепени, вероятно заради постоянните войни в региона.
Едно село се състои от няколко дълги домове, достигащи понякога огромни размери и покрити с кора подобно на ирокезките – с широк коридор и отделни помещения отстрани. Обикновено един дълъг дом има между 6 и 20 помещения като на всеки две помещения има по едно огнище. Домовете се строят на равни редове с широки „улици“ между тях. Във всяко село има и минимум по един дом на Съвета, който е значително по-голям от останалите домове. Селата са построени далеч от водоплаващи води и не са постоянни. Когато почвата се изхаби и няма повече дивеч и риба, селото се мести на ново по-благоприятно място. Продължителността на живота на едно село зависи от плодородието на земята и на наличните ресурси. Обикновено едно село просъществува от 20 до 40 години.

## Култура
От 1100 г. ирокезките народи започват развитието на мащабно селско стопанство, което става основа на целия им живот. На почит са „Трите сестри“ – царевицата, боба и тиквата. Отглеждат още тютюн и множество зеленчуци. Спомагателна роля играе лова, риболова и събирането на кленов сироп. За да ловят риба и да пътуват по реките и езерата строят леки канута от брезова кора, подобни на алгонкинските.
Единственото домашно животно е кучето, някои от които се отглеждат специално за приготвянето на ритуално блюдо. Празниците по принцип са единствената възможност да хапнат месо. Обичайната им храна се състои от царевица, боб, тикви, масло, мас и кленов сироп. Ловуват колкото да се снабдят с кожи за дрехи, а по-късно и за търговия. С кожи основно се снабдяват чрез търговия с алгонкинските народи като заменят за тях царевица и вампуми.
За хуроните по-голямо значение има риболова. На брега на залива Джорджиан и по островите в езерото е имало специално оборудвани рибарски лагери с пристани за лодки. Сушената риба и рибната мас съставя голяма част от диетата им.

### Облекло
Дрехите им са изработвани главно от еленови кожи. В топлото време не са се обличали много. Прическите на мъжете са доста разнообразни. Именно те дават повод на французите да ги нарекат хурони (от френското хур – „четина“). Жените често сплитат в косите си всичко, което намерят и сметнат, че е красиво. Мъжете боядисват тялото и лицето си в черно, червено, зелено и пурпурно. Татуировките не са на почит. Жените не се татуират и боядисват, ограничават се само с носенето на украшения.
Преди да получат огнестрелно оръжие, мъжете по време на война използват доспехи от дървени пластини.

### Социална организация
В повечето неща хуроните наподобяват ирокезите. Социалната им организация започва с разширеното семейство. Семействата са групирани в майчини кланове. Членството в клана се определя от майката, въпреки че е възможно да се премине в друг клан чрез осиновяване. Оригиналните имена на клановете им не са известни. По-късно виандотите, които са техни наследници, имат 10 клана групирани в 3 фратрии.
За разлика от ирокезите жените не притежават пряко цялата собственост. Обработваемата земя е собственост на майчиния клан. Жената се ползва със значителен авторитет. Реално властта принадлежи на мъжа, но не на съпруга, а на братята на жените в рода. Земята се наследява от дъщерите, а синовете се местят в рода на жените си. Съпругът не може да претендира за собственост в рода на съпругата си, но ползва всички права като член на майчиния си род. Мъжът активно участва в живота на своя род и може да се върне по всяко време в него. Жената е икономическия стълб на обществото. На нея се възлага работата, приготвянето и съхранението на храната, и грижите за дома. Мъжът е длъжен да я обезпечи като разчиства земя за ниви, да ловува, да строи домове и да защитава селото от врагове. Концентрирането на цялата земеделска работа в ръцете на жените способства формирането на тази система – родствената земя да се предава по женска линия в майчиния род. Много мъже живеели в родовете на жените си в други села, но за важните работи се връщат в своите села и родове. В резултат на това обществото им е доста добре консолидирано.
Всяко село има вожд, който се избирал от строго определен род и властта му се предава по наследство по майчина линия – от брат на брат или от чичо на племенник. Нов вожд встъпва в длъжност едва след одобрението на жените в рода. Избраният вожд управлява с помощта на Съвета на всички вождове в селото.

### Религиозни вярвания
Що се отнася до религиозните им вярвания хуроните са анимисти. Всяко живо и неживо същество и предмет в природата притежава собствена сила и дух. Почитат също така различни свръхестествени същества, които пряко или косвено засягат или контролират благосъстоянието им.
Хуроните изразяват своите религиозни виждания в сложни церемонии и ритуали по време на големите годишни празници. Тези обществени празници траят от 1 до 15 дни. Отделно от тях има много по-малки церемонии, на които хората танцуват и благодарят за даденостите в живота им. Вярват в отвъдния живот, който според тях е подобен на истинския.

### Погребални практики
Специфична особеност при хуроните е погребалният ритуал, който се нарича „Пир на мъртвите“. Според вярванията им духът на мъртвия може да погуби душата на жив човек, ако не се направи този обред. Когато някой умре тялото му е увивано в кожи и покривано с мека кора, след което го поставят на дървена платформа. След няколко дни тялото се поставя в гроб и отгоре се слагало парчета дърво и кора, след което се засипва с пръст. По време на Пира на мъртвите, който се провежда през интервали от 8, 10 и 20 години, мъртвите се изравят, почистват се костите и след това костите им са излагани на специална площадка до голям общ гроб. След сложна и тържествена публична церемония, в която участват жителите на няколко села или цялото племе, костите се погребват заедно с много дарове и храна.

## История
След експедицията на Жак Картие през 1534 г., за повече от 60 години никой друг европеец не посещава района на Сейнт Лорънс. Подмамени от търговията с кожи, французите се връщат през 1603 г. През 1608 Самюел дьо Шамплейн основава Квебек и през следващата година, чрез алгонкините той за първи път се среща с арендаронон – хурон. За късмет на французите земите западно от Квебек са военна зона поне от 50 години. За района воюват ирокезите, хуроните, алгонкините и монтанаите. Докато ирокезите воюват с почти всичките си съседи, хуроните са в добри отношения с техните, отношения базирани главно на търговията. Съперничеството, което съществува между хуроните и ирокезите преди идването на белите се дължи именно на тази търговия.
През юли 1609 г. Шамплейн придружава смесена войска алгонкини, монтанаи и хурони срещу мохоките. Двете враждуващи страни се срещат близо до горния край на езерото Шамплейн. Тук за първи път ирокезите виждат френските огнестрелни оръжия, които всяват паника сред тях и ги принуждават да бягат. След тази френска помощ хуроните подписват първото си търговски споразумение с французите. На следващата година Шамплейн участва отново в междуплеменната война при унищожаването на мохокска крепост на река Ришельо. Ирокезите са прогонени на юг, а горната част на Сейнт Лорънс става свободна за разрастването на френската търговия с кожи.
През 1614 г. французите и хуроните подписват първия официален договор за съюз и сътрудничество в търговията в Квебек. През 1615 г. Шамплейн за първи път посещава селата им и докато трае посещението му той отново подпомага хуроните и алгонкините в поход срещу селата на онайда и онондага в Северен Ню Йорк. След 1616 г. хуроните стават основен посредник в търговията с кожи между французите и алгонкин, ниписинг, отава и племената в западните части на Големите езера.
Френският съюз с хуроните и алгонкин принуждава мохоките да изоставят долината на Сейнт Лорънс през 1610 г., но това е само временно. Скоро след това мохоките започват да търгуват с холандците в долната част на Хъдсън. Разбирайки значението и предимството на огнестрелните оръжия, мохоките ревниво пазят търговията си с холандците. След победата им над саскуеханок през 1615 и войната с мохиканите през 1624 – 1628 г. те стават основен търговски партньор на холандците. Родината на ирокезите е бедна на животни с ценна кожа, а малкото което има за кратко време е унищожено заради търговията. Родината на хуроните е богата на бобри в началото, но заради прекомерния лов и те са унищожени. За разлика от ирокезите, хуроните могат да разчитат на доставки на кожи от племената на север и на запад от тях. Това съотношение се променя по време на войната между Великобритания и Франция през 1627 г.
След английската блокада на Сейнт Лорънс, през 1629 г. Квебек е предаден на англичаните. Мирният договор подписан в Сен Жермен ан Ле връща Квебек на Франция през 1632 г. Тези три години се оказват фатални за френските индиански съюзници. През това време чрез непрекъсната търговия с холандците ирокезите натрупват значително оръжейно предимство пред хуроните и алгонкините, които нямат достъп до френски оръжия заради блокадата. Така в началото на 1629 г. избухва нова война за територии и контрол върху търговията. Тази война продължава с малки прекъсвания цели 70 години и става известна като Боброви войни (1629 – 1701).
След връщането на Квебек във френски ръце, Шамплейн трябва отново да подновява връзките си с туземците и за да си върне предимството той започва масово въоръжаване на племената. Англичаните и холандците реагират по същия начин и започват да въоръжават ирокезите. Това масово въоръжаване засилва още повече конкуренцията и междуплеменните вражди. Опустошителни епидемии преминали през региона между 1635 и 1640 г. също взимат своята дан. Намалени до по-малко от 10 000, много хурони се обръщат към християнството, мислейки че това ще ги спаси. Мисионерите идват още през 1615 г., но едва на йезуитите се отдава да построят мисия чак през 1634 г. През 1637 г. мисията е преместена в основното хуронско село Осасане, а през 1639 г. е окончателно преместена в Сен Мари. Новата религия разделя племето, което се отразява неблагоприятно, тъй като сега племето трябва да е единно в борбата с ирокезите.
Войната между двете племена става все по-сериозна, а новосъздаденото френско правителство в Квебек все повече действа като неутрално. През пролетта на 1635 г. сенеките нанасят сериозно поражение на хуроните и решават да ги изолират от техните съюзници. Отделни ирокезки офанзиви през 1636 и 1637 г. принуждават алгонкините да се изтеглят нагоре по река Отава, а монтанаите са изтласкани на изток. Първи жертви на Бобровите войни стават венро. Изоставени от своите съюзници ери и неутрал те са унищожени от ирокезите през 1639 г. Около 600 венро намират спасение на север при хуроните.
Насилието ескалира още повече след 1640 г., когато холандците започват да предоставят оръжия и боеприпаси на ирокезите в неограничени количества, за да се опитат да изхвърлят от търговията англичаните. Скоро ирокезите стават най-добре въоръженото племе в региона и бойните действия се увеличават значително. Алгонкините и монтанаите са изгонени окончателно от горната част на Сейнт Лорънс през 1641 г. от мохоките и онайда, докато на запад сенеките, онондага и каюга концентрират атаките си срещу хуроните.

### Разпръсване на племето
С основаването на Монреал през 1642 г. французите се опитват да придвижат търговията с кожи по-близо до селата на хуроните. Междувременно ирокезите блокират долината на река Отава и така спират доставките на кожи идващи от хуроните до Монреал. Французите нямат друг избор и за да запазят търговията се нуждаят от мир. Мирният договор с ирокезите е подписан през 1645 г., но с него не се решава основния проблем. Ирокезите очакват, че сега хуроните ще търгуват с тях, но това не става, хуроните продължават да търгуват с французите. След двугодишни безуспешни преговори за разрешаване на проблема, ирокезите прибягват до тотална война.
Докато французите остават неутрални и се опитват да спазват мира, ирокезите унищожават селата на арендаронон – хурон през 1647 г. През юли 1648 г. е унищожена мисията Сейнт Джоузеф и селото към нея. През март 1649 г. е нанесен последният съкрушителен удар. Над 2000 войни сенека и мохоки унищожават селата Сен Инес и Сен Луи. Стотици хурони са убити и много заловени, други се отказват да се съпротивляват и бягат. Само основната мисия Сен Мари остава незасегната. Изолирана отвсякъде, тя е изоставена през май 1649 г., а жителите и се преместват на Крисчън Айлънд в Джорджиан Бей. Много други хурони се присъединяват към тях и за кратко време на острова се събират над 6000 души, които едва преживяват гладната и студена зима. През юни 1650 г. йезуитските мисионери и другите французи живеещи с тях, заедно със свои съмишленици хурони, заминават за Нова Франция. Около 300 от тези хурони се установяват северно от Квебек в Лорета. През 1654 г. към тях се присъединява още една група хурони, която заживява близо до тях в Уендак. В следващите години тези хурони стават най-лоялните френски съюзници и са единствената група хурони (чистокръвни), която оцелява след разпръсването на племето. Много от другите хурони, които успяват да се спасят впоследствие се предават и са включени в Лигата. Атинауантан – хурон бягат на запад при тиононтатите, където намират временно убежище.
През декември 1649 г. ирокезите завземат основното село на тиононтатите. Само около 1000 атинауантан и тиононтати успяват да се спасят и прекарват зимата на остров Макинак в Горен Мичиган. През 1651 г. постоянните заплахи от нападения от страна на ирокезите ги карат да отидат още по-далеч на запад в Грийн Бей, Уисконсин. Някои тиононтати бягат при неутрал, където преди това намират убежище и някои хурони. Под защитата на неутрал двете племена продължават да воюват с ирокезите. Обвинявайки неутрал, че разрешават това, ирокезите им обявяват война. Неутрал са победени през 1651 г. Някои от тях заедно с хурони бягат на запад и се присъединяват към роднините си в Грийн Бей. Повечето, включително и тахотаенрат – хурон се предават. Тахотаенрат са приети в сенека, а арендаронон в онондага. Остатъка от атинауантан са осиновени от мохоките. Големи групи успяват да избегнат пленничеството и бягат на юг при ери.
След дълги безплодни преговори между ирокезите и ери за предаване на бегълците, през 1653 г. западните ирокези нападат. Отнема им цели 3 години да победят ери и така Лигата поглъща и последното ирокезко племе, което им се противопоставя. Остават само саскуеханок на югоизток, хуроните в Лорета под защитата на французите и бегълците в Грийн Бей, които впоследствие образуват новото смесено племе виандот (уендат, ахондат).
Първоначално всички ирокезки племена в Южно Онтарио се наричат уендат или ахондата – островитяни. Французите нарекли четирите племена на хуронската конфедерация хурони, име което продължават да използват и по-късно. От 1701 г., когато вече живеят в Охайо англичаните и американците започват да ги наричат виандот. Днес повечето групи предпочитат да се наричат виандоти, а не хурони, тъй като считат името хурон за обидно. Фактически хуроните не изчезват като племе след разгрома от ирокезите през 1649 г., а съществуват и днес, само че под името виандот.

## Виандотите днес
Днес Нацията виандот в Оклахома е федерално признато племе с около 5000 записани членове.
В Канада, Нацията хурон – уендат също е федерално признато племе с около 3000 членове.
Има още две групи в САЩ, които нямат федерален статут:
- Нацията виандот от Андерсън със седалище Трентън – Мичиган с 1200 членове.
- Нацията виандот в Канзас със седалище в Канзас Сити с около 400 членове.